# Liga Saesa 2017
La Liga Saesa 2017 es la 19.° edición de la competición chilena de básquetbol Liga Saesa. El campeonato se disputa con ocho equipos de las regiones de La Araucanía, Los Ríos y Los Lagos, en un formato de todos contra todos en dos ruedas dando paso a la segunda fase con los play off y un cuadrangular final. El campeonato comenzó el 22 de abril de 2017 y terminará el 9 de septiembre de 2017.
El defensor del título es el Club Deportivo Valdivia, al ser el campeón de la edición pasada.

## Equipos participantes
En la Liga Saesa 2017 participan un total de ocho equipos provenientes de las regiones de La Araucanía, Los Ríos y Los Lagos.
| Equipo                                        | Ciudad       | Cancha                                               |
| --------------------------------------------- | ------------ | ---------------------------------------------------- |
| Club Deportivo AB Temuco                      | Temuco       | Coliseo Universidad Autónoma Temuco                  |
| Club Deportes Castro                          | Castro       | Gimnasio Fiscal de Castro                            |
| Club Deportivo Valdivia                       | Valdivia     | Coliseo Municipal Antonio Azurmendy Riveros          |
| Club Deportivo ABA Ancud                      | Ancud        | Gimnasio Fiscal de Ancud                             |
| Club Deportivo Español Osorno                 | Osorno       | Gimnasio Español y Gimnasio Maria Gallardo Arismendi |
| Club de Deportes Las Ánimas                   | Valdivia     | Coliseo Municipal Antonio Azurmendy Riveros          |
| Club Deportivo Social y Cultural Puerto Varas | Puerto Varas | Coliseo Municipal de Puerto Varas                    |
| Club Escuela Basquetbol Puerto Montt          | Puerto Montt | Gimnasio Municipal Mario Marchant Binder             |

## Resultados

### Fase regular
Fecha de actualización: 9 de julio de 2017.
| Pos. | Equipo            | PJ | PG | PP | Pts. |
| ---- | ----------------- | -- | -- | -- | ---- |
| 1    | CD Las Ánimas     | 12 | 9  | 3  | 21   |
| 2    | C. D. Valdivia    | 12 | 9  | 3  | 21   |
| 3    | C. D. AB Temuco   | 12 | 7  | 5  | 19   |
| 4    | CDSC Puerto Varas | 12 | 7  | 5  | 19   |
| 5    | CD ABA Ancud      | 12 | 6  | 6  | 18   |
| 6    | C. D. Castro      | 12 | 5  | 7  | 17   |
| 7    | CEB Puerto Montt  | 12 | 5  | 7  | 17   |
| 8    | CD Español Osorno | 12 | 0  | 12 | 12   |

     Clasifican a los playoff.